# رگ گودیکر
رگ گودیکر (انگلیسی: Reg Goodacre; ۲۴ ژوئیهٔ ۱۹۰۸ – ۲۸ سپتامبر ۱۹۹۸) بازیکن فوتبال بود.
از باشگاه‌هایی که در آن بازی کرده‌است می‌توان به باشگاه فوتبال منزفیلد تاون و باشگاه فوتبال وستهام یونایتد اشاره کرد.